# Vidumelon wattii
Vidumelon wattii är en snäckart som först beskrevs av Tate 1894.  Vidumelon wattii ingår i släktet Vidumelon och familjen Camaenidae. IUCN kategoriserar arten globalt som sårbar. Inga underarter finns listade i Catalogue of Life.